# Adrien Decourcelle
Pour les articles homonymes, voir Decourcelle.
Adrien Decourcelle est un homme de lettres et un dramaturge français, né le 28 octobre 1821 à Montdidier (Somme) et mort le 6 août 1892 à Étretat (Seine-Maritime).

## Biographie
Pierre-Henri-Adrien Decourcelle est l'auteur d'environ 70 pièces de théâtre entre 1845 et 1855, des comédies et vaudevilles écrits le plus souvent en collaboration avec Théodore Barrière. C'était aussi un chansonnier à succès.
Il avait épousé en 1851 Caroline Lambert, nièce d'Adolphe d'Ennery. Il est le père de Pierre Decourcelle (1856-1926) auteur dramatique, romancier, président de la Société des gens de lettres et commandeur de la Légion d'honneur. Pierre Decourcelle a pris part aux démêlés judiciaires qui suivirent la mort de d'Ennery en 1899.
Adrien Decourcelle est inhumé au cimetière du Père-Lachaise à Paris (7e division).

## Œuvres
- 1848 : Un vilain monsieur d'Adrien Decourcelle et Théodore Barrière, théâtre des Variétés
- 1850 : Les Petits Moyens d'Eugène Labiche, Gustave Lemoine et Adrien Decourcelle, théâtre du Gymnase
- 1868 : Les Formules du docteur Grégoire (Dictionnaire du Figaro)
- 1888 : Le Dragon de la reine, opéra comique en 3 actes, avec Frantz Beauvallet, musique de Léopold Wenzel, théâtre de la Gaîté
- 1895 : La Belle Épicière, opérette d'Adrien Decourcelle et Henri Kéroul, musique Louis Varney, théâtre des Bouffes-Parisiens

## Distinctions
- Chevalier de la Légion d'honneur[3].